# Spare
Spare (em português: "O que sobra"; numa referência a ele ser o irmão do herdeiro aparente, o que estava sobrando) é o primeiro livro de memórias do príncipe Harry do Reino Unido, Duque de Sussex. Lançado em 10 de janeiro de 2023, foi escrito por J. R. Moehringer e publicado pela Penguin Random House. Tem 416 páginas e está disponível nos formatos digital, brochura e capa dura e foi traduzido para 16 idiomas. Há também uma edição de áudio-livro de 15 horas que é lida pelo próprio Harry.
Já no dia do lançamento se tornou o 2º livro mais vendido no Reino Unido em um único dia na história, segundo a ITV.

## Contexto e redação
Em julho de 2021, foi anunciado que o príncipe Harry, Duque de Sussex iria publicar um livro de memórias pela Penguin Random House, com os lucros das vendas indo para a caridade e Harry supostamente ganhando um adiantamento de pelo menos $ 20 milhões. A obra foi escrita pelo romancista J. R. Moehringer. No mês seguinte, Harry confirmou que $ 1,5 milhão das receitas do livro de memórias iriam para a instituição de caridade Sentebale, enquanto £ 300.000 seriam doados para a WellChild.

Harry afirmou:
"Estou escrevendo isso não como o príncipe que nasci, mas como o homem que me tornei. Usei muitos chapéus ao longo dos anos, literal e figurativamente, e minha esperança é que, ao contar minha história (os pontos altos e baixos, os erros, as lições aprendidas) posso ajudar a mostrar que não importa de onde viemos, temos mais em comum do que pensamos".
Harry disse que o livro era "preciso e totalmente verdadeiro". A editora afirmou que o livro levaria os leitores "imediatamente de volta a uma das imagens mais marcantes do século 20: dois meninos, dois príncipes, caminhando atrás do caixão de sua mãe, enquanto o mundo assistia com tristeza - e horror". A editora afirmou que o livro é "cheio de percepção, revelação, autoexame e sabedoria conquistada com muito esforço". 
O jornal The Times relatou em janeiro de 2023, que Harry teve dúvidas sobre a publicação do livro depois de visitar a sua avó paterna, a até então rainha reinante Elizabeth II do Reino Unido, durante as comemorações do Jubileu de Platina no verão de 2022 na Inglaterra, mas acabou indo em frente.

## Sinopse
O ressentimento de Harry por ser o "sobressalente" (em tradução livre para o português: o que está sobrando) é o tema principal da obra. Há muitas revelações íntimas, principalmente envolvendo as relações familiares, mas também sobre o tempo em que trabalhou para a Casa Real de Windsor, esteve nas Forças Armadas do Reino Unido e combateu no Afeganistão, que a Time chamou de "chocantes, bizarras e, em alguns casos, totalmente inconvenientes". 

### Infância
Em um dos primeiros capítulos, Harry reflete sobre o dia em que nasceu, quando seu pai, o príncipe Charles, Príncipe de Gales, supostamente disse a sua mãe, a princesa Diana, Princesa de Gales:
"Maravilhoso! Agora você [Diana] me deu um herdeiro aparente [o William] e um sobressalente. Meu trabalho está feito."
No livro, Harry aborda e refuta os rumores de que seu pai biológico não era realmente Charles, mas um dos amantes de sua mãe, o James Hewitt. Harry acredita que "uma das causas do boato era o cabelo ruivo do major Hewitt, mas outra foi o sadismo", alimentado pelos tablóides. Ele acrescenta que até Charles brincou sobre isso uma vez, o que ele considerou "de mau gosto".
Ele compara a dinâmica entre o irmão William e ele, como sobressalente, com o de sua avó paterna, a  rainha reinante Elizabeth II do Reino Unido e a sua única irmã mais nova, a princesa Margarida, Condessa de Snowdon. Ele menciona que não sentia "nada por [Margaret], exceto um pouco de pena e muito nervosismo", e acrescentou que "ela poderia matar uma planta de casa com uma carranca".  

### Perda da mãe
Harry relata ter sido informado sobre a morte de sua mãe no início da manhã por seu pai, o até então príncipe Charles, Príncipe de Gales. Harry afirma que a ideia de ele e seu irmão andarem atrás do caixão horrorizou vários adultos, em particular seu tio materno, o Charles Spencer, 9.º Conde Spencer, o irmão de Diana, Princesa de Gales. Harry também afirmou que havia sugestões de que William deveria andar atrás do caixão sozinho, mas Harry se recusou a permitir, pois se os papéis tivessem sido invertidos, William teria feito o mesmo. Ele menciona que durante anos acreditou que sua mãe estava escondida para escapar da imprensa e alega que seu irmão William também costumava pensar o mesmo.  Ele também discute como a conclusão sumária das investigações sobre o acidente de sua mãe foi "simplista e absurda" e questiona o porquê dos paparazzi que a estavam seguindo e quem os enviaram não estarem na cadeia, a menos que tudo fosse devido à "corrupção e encobrimentos serem a ordem do dia". Harry afirma que ele e seu irmão estavam planejando emitir uma declaração para pedir em conjunto que a investigação fosse reaberta, mas "aqueles que decidiram nos dissuadiram".
Harry menciona que durante a sua viagem a cidade de Paris para a semifinal da Copa do Mundo de Rugby Union de 2007, ele fez um homem dirigir pelo mesmo túnel (na Ponte de l'Alma) onde aconteceu o acidente e que depois considerou a decisão como "mal concebida", pois só lhe causou mais dor. Mais tarde, ele admite que, para se conectar com sua mãe, pediu ajuda a uma mulher que "afirmava ter supostos 'poderes' mediúnicos".

### Juventude e uso de drogas
Nas memórias, Harry admite que usou cocaína aos 17 anos e que isto "não foi muito divertido", mas "me fez sentir diferente".
Ele acrescenta que também pegou cogumelos alucinógenos em uma festa na casa da atriz Courteney Cox em janeiro de 2016 na cidade de Los Angeles, e "lavou-os com tequila", após o que teve alucinações em um banheiro e conversou com a lixeira e as paredes.
Harry também discute o "episódio humilhante" de perder a virgindade em um campo atrás de um pub movimentado para "uma senhora mais velha, que amava cavalos" e que o tratou "como um jovem garanhão".

### Combatendo no Afeganistão
Detalhando as suas temporadas de serviço no Afeganistão na Guerra do Afeganistão, Harry afirma que voou em seis missões que mataram 25 membros do Talibã, que ele não via como "pessoas", mas sim como "peças de xadrez" que haviam sido retiradas do tabuleiro. Acrescenta que "não é um número que me dê qualquer satisfação, mas também não é um número que me faça sentir vergonha." Os comentários provocaram reações entre os militares britânicos, que disseram que ele colocava pessoas em risco de ataques terroristas devido aos comentários, e também entre os Talibãs, que disseram que ele era um exemplo de como as forças ocidentais haviam matado inocentes no país.

### Relacionamento com Charles e Camilla
Harry menciona que ele e seu irmão concordaram em receber a ex-amante de Charles, Camilla Parker Bowles, em sua família, com a condição de que seu pai não se casasse com ela. Ele alega que Camilla o "sacrificou" "em seu altar pessoal de relações públicas" para melhorar sua própria imagem pública e vazou "minúsculos detalhes" para a imprensa de uma conversa que teve com William. Ele alega que William "sentiu uma tremenda culpa" por não falar sobre o caso de seu pai com Camilla, e que ele "há muito tempo nutria suspeitas sobre a outra mulher" e acrescenta que William ficou "confuso" e "atormentado" com o caso. Harry também afirma que Camilla "desempenhou um papel" na morte de sua mãe porque ela foi "fundamental" na desintegração do casamento de seus pais. Ele comparou seu primeiro encontro com ela como "receber uma injeção" e acrescentou que Camilla estava "entediada", em parte porque Harry não era o herdeiro aparente direto de Charles na linha de sucessão ao trono britânico e não poderia ser uma ameaça aos desejos dela de se casar com seu pai. Harry confessa que seu pai encontrou a felicidade depois de se casar com Camilla e que queria que ambos fossem felizes, imaginando se "ela era menos perigosa sendo feliz".
Harry também afirma que Camilla transformou o seu antigo dormitório em Clarence House em seu camarim assim que ele saiu de casa e também revela o apego de seu pai a um ursinho de pelúcia, acreditando que isto se deve à "solidão essencial de sua infância". 

### Relacionamento com o irmão
Na obra fica claro que a relação entre Harry e o seu irmão o príncipe William, Duque de Cambridge nunca foi tão cordial como costumava ser reportada.
Harry afirma, por exemplo, que ele não foi de fato o padrinho de William durante o seu casamento em 2011 e que isto era uma "mentira descarada" da família real britânica e a Casa Real de Windsor. Segundo Harry, foram James Meade e Thomas van Straubenzee, os verdadeiros padrinhos de casamento de William.

### Relação com a cunhada, Catherine
Outra revelação sobre o irmão e também a cunhada, a Catherine, Princesa de Gales é que eles o teriam incentivado a vestir o uniforme nazista para uma festa à fantasia em 2005. Ele também diz que Catherine e a sua esposa Meghan, Duquesa de Sussex não tinham uma boa relação e que a sua cunhada era "fria e distante" durante os encontros.

### Ódio à imprensa
Na reportagem sobre o livro, o correspondente sobre realeza da BBC, Sean Coughlan, diz que o que fica claro é que Harry "realmente odeia a imprensa". A mesma opinião tem Victoria Murphy, outra jornalista especializada em realeza, que escreve um artigo com o título "o verdadeiro vilão de Spare e da história de vida do príncipe Harry é a mídia".
Por trás do ódio está a perseguição da imprensa a sua mãe, que morreu quando o motorista, ao tentar fugir dos paparazzi, bateu o carro em um túnel (na Ponte de l'Alma) na cidade de Paris, e também ao próprio Príncipe e sua esposa, que eram muitas vezes retratados de forma negativa pelos tablóides britânicos, o que fez o casal escolher sair do Reino Unido para se mudar para os Estados Unidos.

## Lançamento
O livro de memórias foi publicado oficialmente em 10 de janeiro de 2023. O livro será publicado em 16 idiomas. Custava £ 28 no lançamento, mas em novembro de 2022 os principais livreiros o anunciaram pela metade desse preço, levando a críticas de pequenos livreiros, que disseram que seriam capazes de igualar o preço com desconto. Cinco dias antes de sua data oficial de lançamento, a edição espanhola "En La Sombra" (em tradução livre: Na Sombra) foi vendida acidentalmente em algumas livrarias da Espanha, sendo depois retirada às pressas das estantes.
Harry deu três entrevistas para promover o livro, todas filmadas na Califórnia. Uma entrevista com Anderson Cooper no programa 60 Minutes foi transmitida em 8 de janeiro, assim como uma entrevista com Tom Bradby intitulada "Harry: The Interview" na ITV1. Uma terceira entrevista com Michael Strahan no programa Good Morning America e um especial intitulado "Prince Harry: In His Own Words" foram transmitidos em 9 de janeiro na ABC. Harry também apareceu no programa The Late Show with Stephen Colbert, apresentado por Stephen Colbert, em 10 de janeiro e deu uma entrevista exclusiva à revista People.

## Sucesso de vendas
As vendas totais de livros, incluindo edições de capa dura, áudio e livro digital, foram de cerca de 400 000 cópias no Reino Unido durante o primeiro dia, tornando-o livro de não ficção mais vendido no país e o segundo no geral, atrás apenas de Harry Potter. Apesar de ter um preço de varejo recomendado de 28£, muitos varejistas, incluindo Waterstones e WHSmith, bem como a Amazon, o estavam vendendo pela metade do preço. 
O livro ficou em 1.º na lista de best-sellers da Amazon no dia do lançamento. 

## Críticas
O livro Spare recebeu críticas mistas, que elogiaram a franqueza de Harry, mas criticaram a inclusão de muitos detalhes pessoais.
O site agregador de críticas Book Marks relatou que 57% dos críticos deram ao livro uma crítica "mista", enquanto 43% dos críticos expressaram impressões "positivas", com base em uma amostra de 7 críticas. 
O Independent deu a Spare uma classificação de quatro de cinco estrelas, com Lucia Pavia escrevendo "o Duque de Sussex atinge o seu ritmo no papel neste livro incrivelmente franco".
Também escrevendo para o The Independent, Jessie Thompson acreditava que o conteúdo do livro era "terrivelmente pessoal" e "muito particular" e acrescentou que "A piada de que Harry quebrou seu silêncio - "de novo" - está se tornando um clichê. Isso é o oposto do silêncio; uma cacofonia constante."  Escrevendo para o mesmo jornal, Tom Peck notou que os leitores não podiam levar os argumentos de Harry a sério ao fazer esses argumentos "também rendem cem milhões de dólares ou mais". Ele também observou a opinião do público de que se ele tivesse reclamações sobre intrusão da imprensa e segurança "ele deveria simplesmente calar a boca e não continuar alimentando a fera que afirma detestar".

Ele acreditava que, com o livro, Harry havia mostrado.
"Que sua família é uma bagunça neurótica, que está no que ele chama de relacionamento mutuamente parasitário com a imprensa sensacionalista, e que ele (aparentemente deliberadamente) tornou quase impossível para fazer as pazes com eles novamente."
O correspondente real da BBC, Sean Coughlan, chamou o livro de "o livro mais estranho já escrito por um membro da realeza" e "parte confissão, parte desabafo e parte carta de amor". Ele também o descreveu como "intimistamente franco e íntimo - mostrando a pura estranheza da vida muitas vezes isolada [de Harry]", acrescentando "são os pequenos detalhes, ao invés dos momentos decisivos que dão um vislumbre de quão pouco realmente sabíamos."  Ao dizer que Harry finalmente "compartilha demais" sobre certos tópicos do livro, Henry Mance para o Financial Times respondeu às críticas de que a escolha de Harry de falar sobre sua vida contradiz seu pedido de privacidade, dizendo "alguém pode exigir de você não coloque fogo no jardim deles, mesmo quando eles estiverem fazendo uma fogueira. Warren Buffett prometeu doar sua fortuna, mas você não tem o direito de pegar o carro dele sem pedir.". Mance disse Spareé "indiscutivelmente... o livro real mais perspicaz de uma geração."  
Em sua crítica para o The Telegraph, Anita Singh deu ao livro três de cinco estrelas e achou que era "bem construído e escrito com fluência". Ela argumentou que o foco do livro era principalmente o relacionamento entre Harry e sua mãe Diana, de cuja perda ele ainda não se recuperou.  Em uma resenha para a Sky News , Katie Spencer escreveu que no livro "Há momentos em que seu coração se parte, quando ele fala sobre querer desesperadamente ser abraçado - mas depois há reflexões petulantes, vanglória imatura e explicações maliciosas, fazendo é um pouco difícil ficar do lado de Harry."  Ela acrescenta que Harry compartilhou alguns detalhes pessoais que "francamente, não precisávamos saber" e fazer o livro " O biógrafo real Jonathan Dimbleby descreveu Harry como "um homem muito problemático" e afirmou: "A propósito, estou preocupado que todos usem a palavra revelações. Sim, obviamente há revelações sobre como ele perdeu a virgindade, usando drogas e quantas pessoas que ele sente que pode ter derrubado de seu Apache. Mas esse é o tipo de revelação, em parte, que você esperaria, suponho, de uma celebridade da lista B. "  Escrevendo para o Press Gazette , Dominic Ponsford acredita que Harry "não apenas violou a privacidade de seus familiares, mas também minou significativamente seu próprio futuro direito à privacidade". Ele argumentou que o livro "deixa muito pouco fora dos limites quando se trata de uma futura cobertura da imprensa sobre a vida privada de Harry".  Ele mencionou que Harry poderia ser processado por sua família por violação de privacidade, citando o caso McKennitt v Ash de 2006 , que mostrou que "aqueles em relacionamentos familiares próximos devem um dever de confiança um ao outro".  Em sua resenha para o The Times , James Marriott rotulou o livro de "uma sessão de terapia de 400 páginas para o místico Harry" que "estava procurando uma rota de fuga, uma maneira de explodir sua vida mimada e enjaulada de urso panda", enquanto sua esposa Meghan é mostrada "com seu talento para a vitimização e ofensa".